# Il cavaliere di Maison Rouge
Il cavaliere di Maison Rouge è un film del 1953, diretto da Vittorio Cottafavi, tratto dal romanzo omonimo di Alexandre Dumas padre.

## Trama
Durante la prigionia della regina di Francia Maria Antonietta un gruppo di monarchici, comandato dal cavaliere di Maison-Rouge introdottosi con un nome falso nella Guardia nazionale francese, congiura segretamente per tentare di liberarla, aiutati da un calzolaio. Un giacobino riesce a far fallire le loro trame: la regina viene condannata e giustiziata mediante ghigliottina e anche gli altri moriranno quasi tutti, ad eccezione del capitano Maurizio Linday il quale, innamoratosi di Margot, fuggirà insieme a lei fuori da Parigi per cercare di ricominciare una nuova vita.

## Luoghi di ripresa
Il film venne girato negli studi Fert di Torino. La gran parte degli interni fu girata nella Reggia di Venaria Reale.

## Distribuzione
Il film ottenne il visto di censura n. 14.125 il 20 aprile del 1953 per una lunghezza della pellicola di 2.650 metri. Venne inoltre proiettato in Francia, con il titolo Le Prince au masque rouge, il 31 marzo 1954. Negli Stati Uniti ebbe il titolo The glorious avenger, ma venne proiettato soltanto in televisione.